# جولیان میچل
جولیان میچل (انگلیسی: Julian Mitchell؛ زادهٔ ۱ مهٔ ۱۹۳۵) فیلم‌نامه‌نویس اهل بریتانیا است.
از فیلم‌ها یا مجموعه‌های تلویزیونی که وی در آن‌ها نقش داشته‌است، می‌توان به سرباز خوب، نقش عربی، کشور دیگر و اوت اشاره نمود.